# Friedhof Wilmersdorf

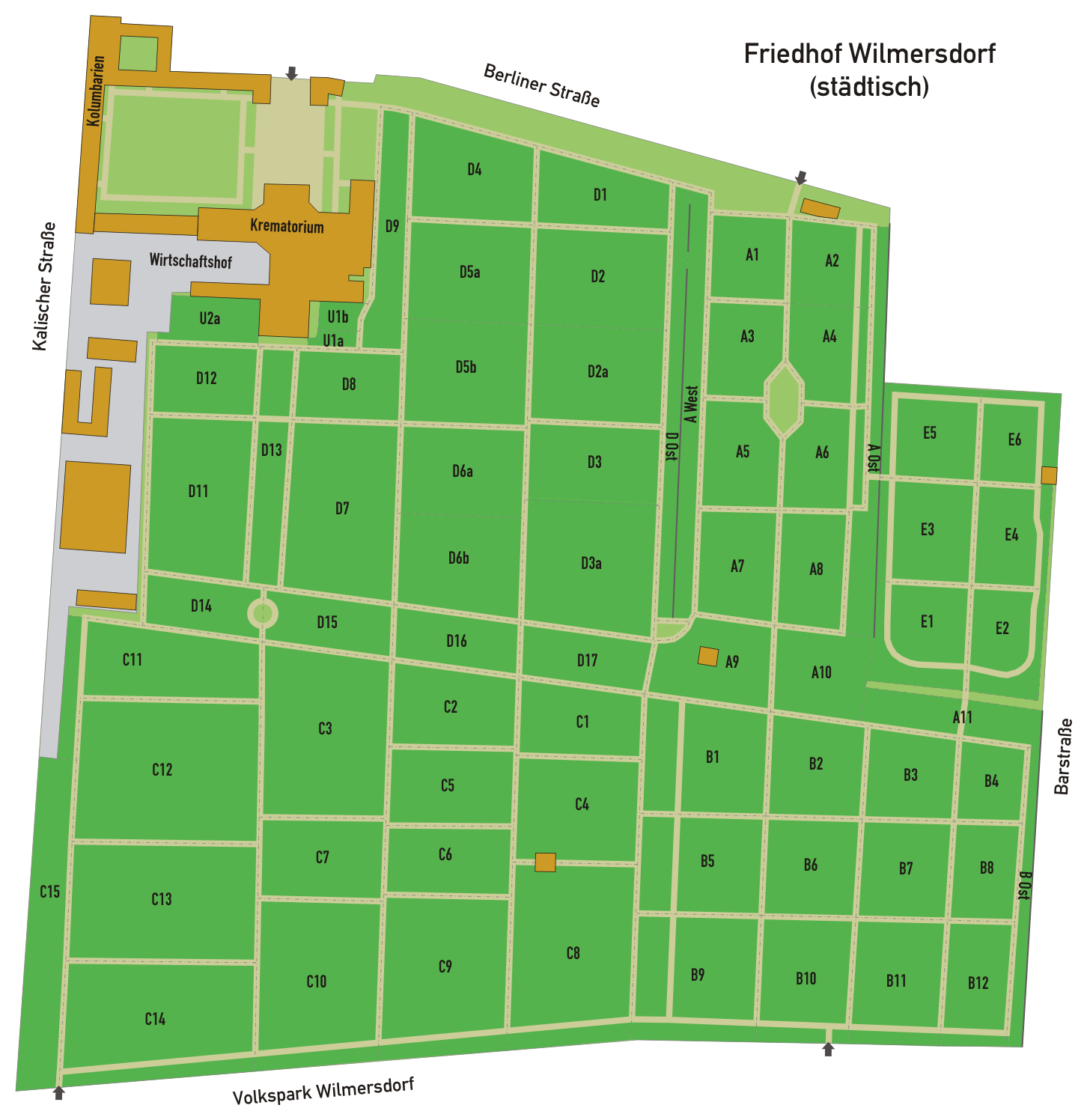
Plattegrond

Friedhof Wilmersdorf is een gemeentelijke begraafplaats in de Berlijnse wijk Wilmersdorf, De aanleg ervan begon in de tachtiger jaren van de 19de eeuw en besloeg toen ongeveer één hectare, Na diverse uitbreidingen beslaat de begraafplaats thans ongeveer 10 hectaren, 

## Geschiedenis
De begraafplaats Wilmersdorf bestaat sinds 1885/1886 en werd ettelijke keren uitgebreid. De begraafplaats is aangelegd als gemeentelijke begraafplaats van de landelijke gemeente Deutsch-Wilmersdorf ten westen van het centrum van Wilmersdorf. In het midden van de begraafplaats stond oorspronkelijk een kerkhofkapel met een mortuarium. Deze kapel werd in de Tweede Wereldoorlog zwaar beschadigd en vervolgens afgebroken. 
Tussen 1906 en 1915 werd de begraafplaats uitgebreid, maar het oorspronkelijke ontwerp werd grotendeels behouden. 
Nadat in het toenmalige Pruisen de crematie officieel werd toegelaten, besloot de gemeente Wilmersdorf tussen 1919 tot 1923 ook een crematorium en diverse  columbaria te bouwen. Vanaf 1935 waren alleen begrafenissen na een crematie toegestaan. De naam van de begraafplaats werd toen veranderd in Urnenhain Wilmersdorf. Na 1945 werd dit weer opgeheven. Sinds 1990 wordt enkel de rouwzaal in het crematorium nog gebruikt. Het crematorium is een geregistreerd architectonisch monument van de deelstaat Berlijn.
Na de Tweede Wereldoorlog werden grafvelden aangelegd voor de talrijke oorlogsslachtoffers. Volgens de wet op het behoud van de graven van oorlogsslachtoffers moeten deze graven permanent worden bewaard. 

## Grafmonumenten (selectie)
Tegenwoordig zijn vooral op de oudste delen van het Friedhof Wilmersdorf graven en beeldhouwwerken met een kunsthistorische waarde te zien  De talrijke muurgraven en mausoleums zijn uniek in de Berlijnse grafcultuur. 

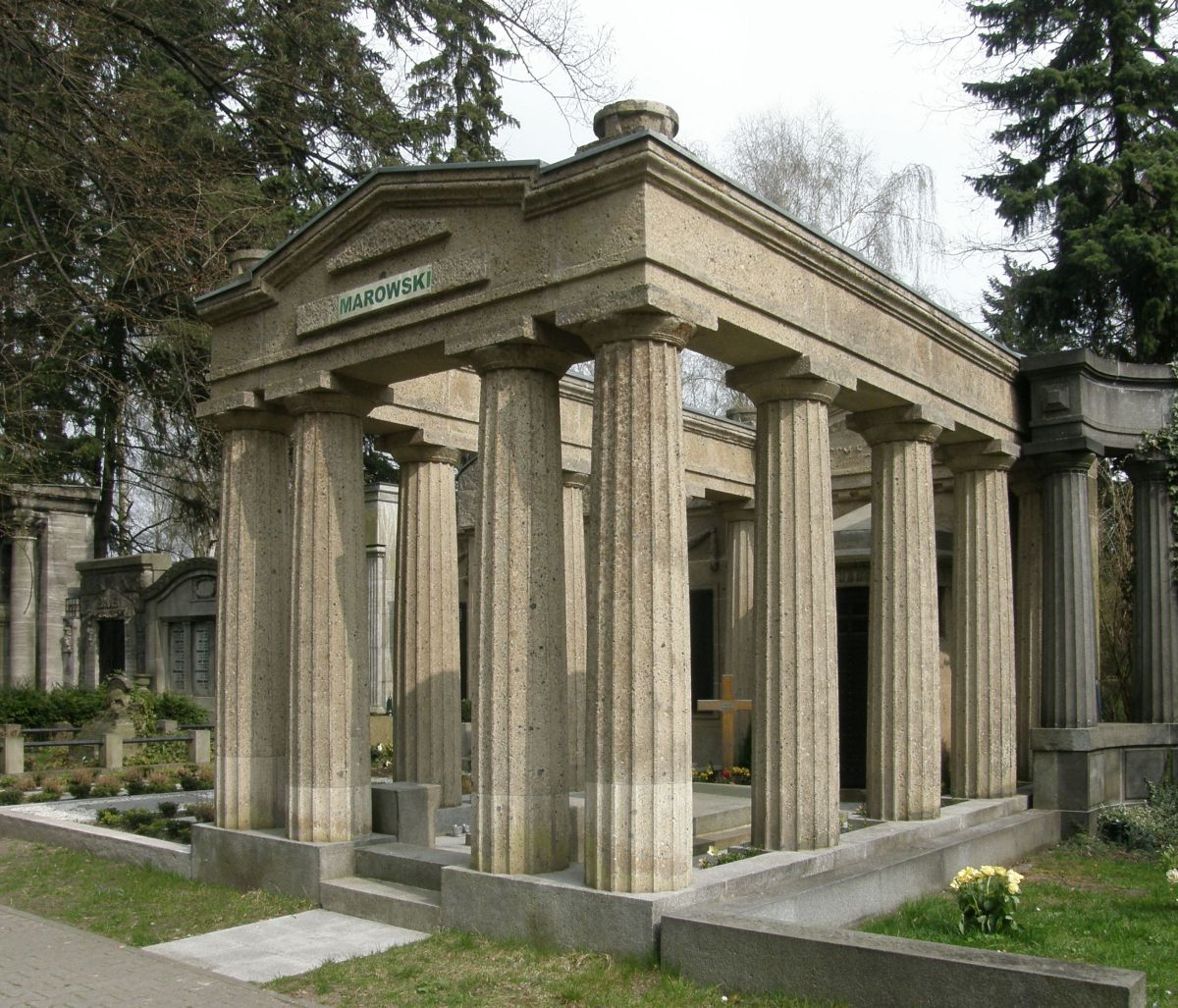
De tempel van de Dincklages

De tempel van de  DincklagesDe nakomelingen van Baron Max Ildefonso von Dincklage, een cavaleriekapitein die in 1907 stierf, lieten een monumentaal familiegraf bouwen. Het tempelachtig grafmonument bestaat uit twaalf Dorische zuilen op een granieten voet.
Het graf van de oude familie GieselerHet graf van de oude familie Gieseler uit Wilmersdorf werd rond 1900 gebouwd tegen de westelijke muur van het oudste deel van de begraafplaats. In het reliëf werd een citaat uit de Openbaring van Johannes (Openbaring 2:10) verwerkt: "Wees trouw aan de dood zodat ik je de kroon des levens zal geven". Het reliëf toont een zittende engel met een toorts in de ene hand en in de andere hand een kroon die hij overhandigt aan twee oude mensen die op de grond zitten. De engel kijkt echter niet naar de ouderen, maar naar een cherubijn naast hem.
Het eigenlijke graf werd in de jaren zeventig verlaten en de namen van de begraven leden van de familie Gieseler werden verwijderd. 

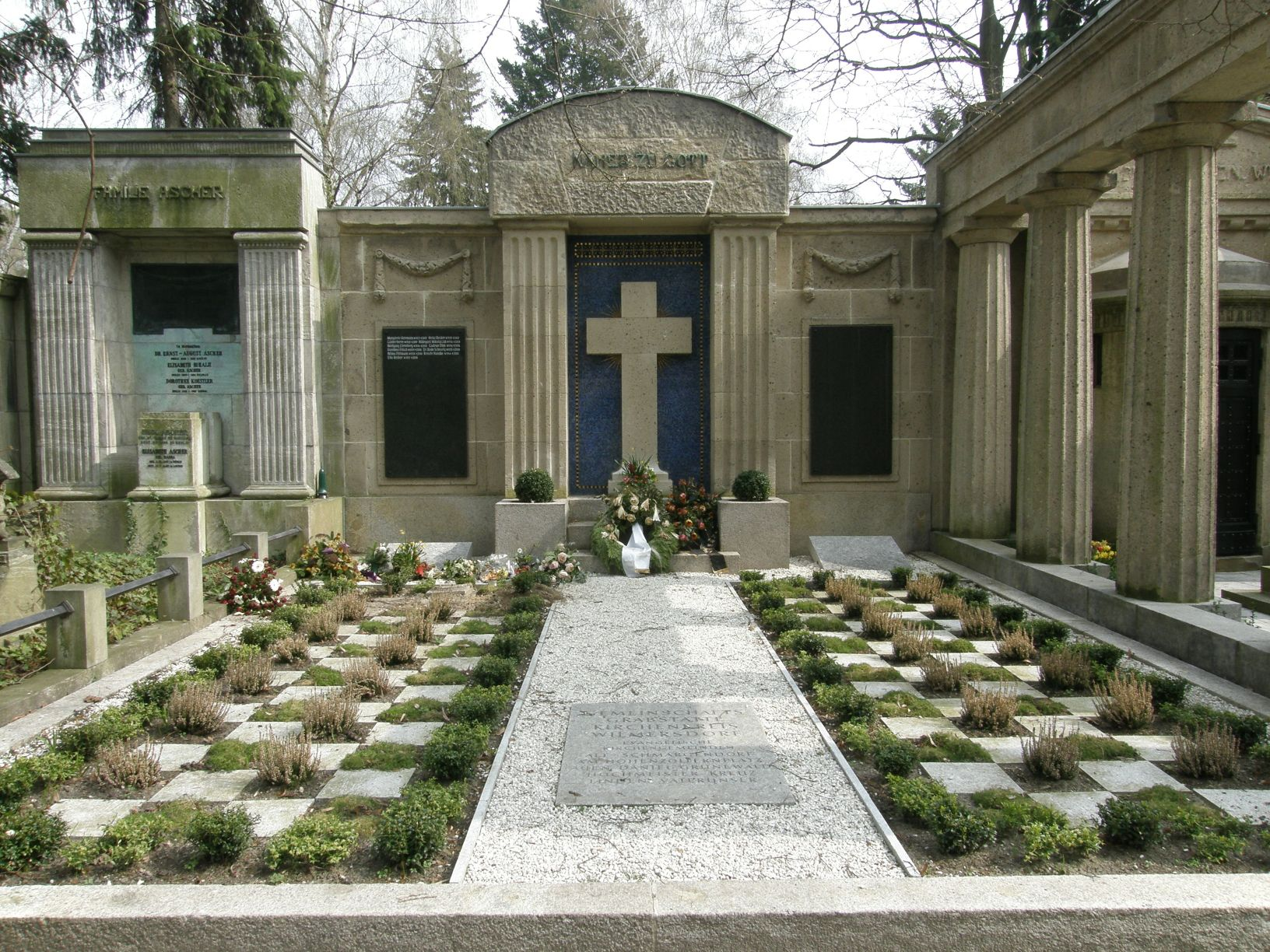
Graf van de familie von Loebell

Muurgraf van de familie von LoebellFriedrich Wilhelm von Loebell liet in 1911 een familiegraf bouwen na de dood van zijn 20-jarige zoon Dietrich. De buitenste twee velden waren bestemd voor de namen van de overledenen. Het middelste veld wordt geblokkeerd door een groot marmeren kruis dat symbolisch de toegang van de nabestaanden tot het hiernamaals verhindert. Dat hiernamaals wordt symbolisch weergegeven door de donkerblauwe glasmozaïek achter het kruis. Het graf werd in 2007 in gebruik genomen als gemeenschapsgraf van het kerkdistrict Wilmersdorf. De namen van de familie von Loebell op de grafmuur werden bedekt met twee zwarte metalen platen waarop de namen worden vermeld van de overledenen.
Het muurgraf Wislicenus-Finzelberg met sculptuur van Lilli Wislicenus-FinzelbergDe eerste bijzetting in dit familiegraf was die van de schilder Hermann Wislicenus in 1899. In 1922 volgde de chemicus Hermann Finzelberg. In december 1939 stierven de schilder Hans Wislicenus en zijn vrouw, de beeldhouwster Lilli Wislicenus-Finzelberg, binnen de twee dagen na elkaar. Beiden werden hier bijgezet. De nis in het midden van de grafmuur bevat een sculptuur van een rouwende vrouw die een roos neerzet, een veel voorkomend symbool van liefde in de grafdecoratie. Dit beeld werd in 1910 gemaakt door Lilli Wislicenus-Finzelberg.